# 1464

## Esdeveniments
Països Catalans
- 1464-1465: Retaule del Conestable (Pere IV), gòtic de Jaume Huguet, encarregat pel mateix rei, de la capella de Santa Àgata (Barcelona).
- 21 de gener: Pere el Conestable de Portugal, arriba a Barcelona, amb fama d'esforçat cavaller i del possible ajut de Portugal i Borgonya.[1]

Resta del món
- Inici del pontificat de Pau II, un venecià.

## Naixements
Països Catalans
Resta del món

## Necrològiques
Països Catalans
- 14 de maig, Cartoixa d'Escaladei (Priorat): venerable Joan Fort, monjo i autor místic (n. 1406)[2]

Resta del món
- 23 de febrer, Pequín (Xina): Zhu Qizhen, emperador Zhengtong, sisè emperador de la dinastia Ming (n. 1427).[3]